# Castel Capuano
Castel Capuano es un castillo de origen normando, está situado al final de la actual Via dei Tribunali y es sede de la sección civil del tribunal de Nápoles, Italia. Debe su nombre al hecho de estar ubicado en las cercanías de la Puerta Capuana, que se alza sobre el camino que conducía a la antigua Capua.

## Historia

### Los orígenes
Su construcción fue iniciada en 1140 por voluntad del rey Guillermo I de Sicilia, llamado el Malo, hijo de Ruggero II, y fue finalizada en 1160 por parte del arquitecto Buono. Dotado de robustas fortificaciones, Castel Capuano fue destinado rápidamente a funciones de residencia real de los soberanos normandos, a pesar de sus austeros ambientes y de su vocación natural de presidio militar. Excavaciones efectuadas en el siglo XIX demostraron que el castillo fue erigido sobre un área en la cual se encontraba el Gymnasium en época romana, transformado en los siglos posteriores en cementerio, como prueban las numerosas tumbas encontradas.
En 1220, por iniciativa de Federico II de Hohenstaufen, tuvo lugar la primera transformación del castillo, que a pesar de conservar sus indispensables fortificaciones, adquiriendo un carácter más hospitalario y mejor acondicionado a su dignidad de residencia real. El encargo fue llevado a cabo por Giovanni Pisano.

### El período angevino
Con el advenimiento de los Anjou se inició la edificación (1279-1282) de una nueva fortaleza, Castel Nuovo, que heredó la función de residencia real. Castel Capuano continuó hospedando entre sus muros a algunos miembros de la familia real además de funcionarios y otros ilustres huéspedes como Petrarca, que se alojó allí en 1370 en calidad de legado el papa Clemente VI. Durante el reinado de Juana I (1343-1382) el castillo sufrió una nueva restauración, necesarias por las consecuencias del devastador saqueo llevado a cabo por las tropas del rey Luis I de Hungría, que fueron después obligadas a abandonar la ciudad por la llegada de la peste negra. A pesar de permanecer en un segundo plano respecto a la majestuosa sede de la corte real, el imponente Maschio Angioino (actual Castel Nuovo), el castillo capuano albergó numerosos eventos como el opulento matrimonio de Carlos de Durazzo, que tanta impresión causó a sus contemporáneos. Fue su hijo, Ladislao el Magnánimo (1399-1414), quien utilizó de nuevo Castel Capuano como residencia real, mientras que su hermana Juana II (1414-1435), fue obligada a refugiarse entre sus muros durante el enfrentamiento con Alfonso V de Aragón, que había establecido su corte en Castel Nuovo. La fortaleza sufrió en este tiempo el asedio de los aragonenes, que debieron, no obstante, rendirse ante la inexpugnabilidad de la residencia en la cual Juana había encontrado refugio. Desde aquí, la soberana partió para Amberes, donde nombró como heredero a Luis III de Anjou en oposición al repudiado Alfonso. El 23 de agosto de 1432 moría asesinado el favorito de la reina, Sergianni Caracciolo, mandado asesinar por la propia soberana.

### De residencia real a palacio de justicia

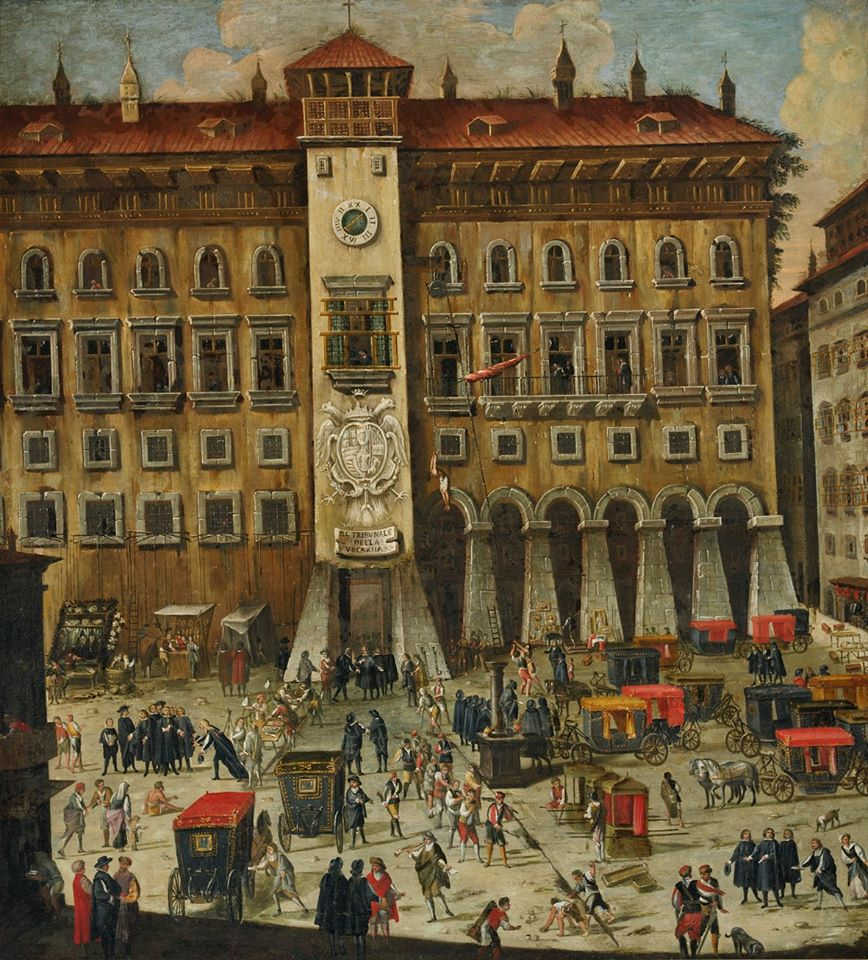
El Tribunal de la Vicaria situado en Castel Capuano en una obra de Carlo Coppola de principios del (Certosa di San Martino, Nápoles).

Bajo el reinado de los aragoneses, Castel Capuano tuvo un rol sustancialmente marginal, sufriendo de tanto en tanto alguna restauración del interior y de la estructura externa. En 1517 fueron festejadas las bodas entre Bona Sforza y el rey Segismundo I de Polonia y en él se alojó en 1535 el emperador Carlos V, que lo donó Felipe de Lannoy, el cual lo hizo modificar y embellecer.
Con la anexión del Reino de Nápoles a la Corona de España y su constitución como Virreinato (1503), Castel Capuano fue destinado por primera vez a la función de palacio de justicia, que aún hoy sigue ejerciendo. Fue aquí, de hecho, donde el virrey Pedro de Toledo reunió todas las cortes de justicia dispersas en diversas sedes por toda la ciudad: El Sacro Regio Consiglio, la Regia Camera della Sommaria, la Gran Corte Civile e Criminale della Vicaria y el Tribunale della Zecca. Para adaptarlo a su nueva función, el castillo fue transformado en 1537 por los arquitectos Ferdinando Manlio e Giovanni Benincasa: fueron eliminadas todas las estructuras típicamente militares y fue modificado en sus espacios interiores, mientras los subterráneos fueron destinados a albergar un prisión provista con diversos elementos de tortura.

### Transformaciones y restauraciones
En su larga historia, Castel Capuano ha sufrido numerosas transformaciones y restauraciones que han ido cambiando profundamente su fisonomía. Ya bajo el reinado de Federico II fueron reconstruidos los muros externos, con la apertura de las ventanas fingidas de la fachada principal. Durante el reinado de Alfonso V de Aragón algunas salas fueron decoradas con frescos, primero por parte del catalán Baco y después, a finales del siglo XV, por Colantonio del Perrino. En 1752, durante el período borbónico, fueron realizados nuevos frescos y la totalidad del edificio fue reestructurado en 1857-1858, perdiendo cada traza de su antiguo aspecto.
Esta última intervención aportó las modificaciones más significativas: fue renovada la fachada principal y los balcones fueron transformados en ventanas, desaparecían las arcadas de la parte inferior y fue construida una plataforma a lo largo de tres de los lados del edificio. La decoración interna fue encargada al pintor Molinaro y al decorador Perricci. Después de la unificación italiana fue colocado un escudo de la Casa de Saboya sobre la fachada externa. Durante el curso de las restauraciones se llevaron a cabo también algunas excavaciones, que dieron a la luz algunas fragmentos de inscripciones que confirmaban la presencia del antiguo Gymnasium romano. De las excavaciones realizadas en 1913 emergieron tumbas con jarrones de terracota y lápidas con inscripciones latinas que probaban la sucesiva adaptación del área a funciones de cementerio.

## La arquitectura

### Exterior
Sobre el portal de ingreso a Castel Capuano se encuentra una lápida que celebra la victoria de Carlos V en Túnez y la fecha en la cual el castillo se convirtió en sede de la Corte de Justicia. El portal se encuentra después coronado por una gran águila bicéfala, símbolo de la Casa de Austria, obra de Sangallo, y de las Columnas de Hércules con el mote Plus Ultra. En el nivel superior domina el escudo de los Saboya, colocado después de la Unidad de Italia en sustitución del escudo de los Borbones. El reloj de la fachada, en cambio, es del año 1858.
Superado el portal se accede a un patio circundado por un pórtico de columnas de orden dórico. Este espacio representa el núcleo del castillo: aquí se reunían los abogados, jueces, imputados, testigos y los ciudadanos implicados en las disputas judiciarias o simplemente los curiosos. De aquí se abren las escalinatas que conducen al interior del castillo.

### Interior

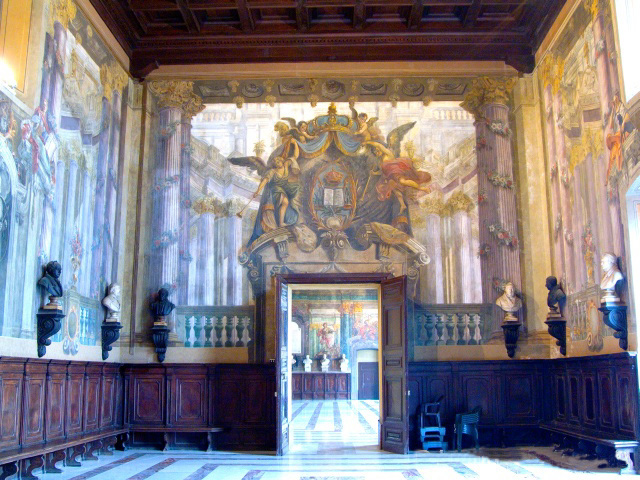
Frescos en una sala interior.

Entre las salas interiores de Castel Capuano, una de las más interesantes es la Sala de la Corte de Apelación, con frescos Antonio Cacciapuoto y otros artistas. El ciclo representa una serie de alegorías de las provincias del Reino: la provincia de los Marsi, de los Irpini, la Lucania, el Brutium Citerius y el Brutium Ulterius.
La Sala de los Bustos, situada en la primera planta, hospeda hoy en día los bustos en mármol de los abogados más famosos del foro de Nápoles. Anteriormente era la sala donde tenían lugar las audiencias públicas de la Camera della Sommaria. Considerado el corazón del castillo, hoy es el lugar donde se celebran los actos solemnes y donde se convocan reuniones extraordinarias. También en esta sala los frescos representan doce figuras femeninas que representan las provincias del Reino: las figuras se apoyan sobre otros tantos pedestales alternados con columnas. El techo fue decorado con frescos de Biagio Molinari di Trani y está dividido en tres campos, cada uno de los cuales representa la fuerza y el triunfo de la Justicia.
Del Salón de los Bustos se accede a la Capilla de la Sommaria, una sala de planta cuadrada con paredes ciegas realizadas a mitad del siglo XVI. Entre 1547 y 1548 el pintor español Pedro de Rubiales realizó los frescos de la capilla. La obra es considerada la afirmación más vivaz en el ámbito napolitano del Manierismo de mitad del siglo XVI, que tenía en Vasari y Francesco Salviati sus mejores representantes. En el lado en el cual aparecen elegantes estucos de autor desconocido, se pueden admirar la Ascensión, la Resurrección, el Noli me tangere, Cristo apareciéndose a la Virgen después de la Resurrección y Pentecostés. Personificaciones de las virtudes y figuras grotescas se hallan insertadas en los espacios libres del otro lado. En los recuadros de las paredes se encuentran otros frescos de naturaleza religiosa: a la izquierda la Crucifixión, la Deposición y la Subida de Cristo al Calvario; a la derecha, el Juicio Universal, los Electos y Caronte tragando las almas de los pecadores. La mesa sobre el altar, con el Lamento sobre el cuerpo de Cristo muerto en el cual aparece al fondo el Castel Sant'Elmo (obra llena de referencias a Miguel Ángel y a Salviati) denota de manera clara la adhesión del pintor al ciclo cultural del Manierismo. El ambiente local debió sentir como extraña su cultura: los frescos, de hecho, fueron cubiertos durante algún tiempo con cal, no siendo más mencionados en las guías de los siglos XVI y XVII. El ciclo fue redescubierto durante los trabajos de restauración del castillo llevados a cabo en 1860.
La sala que hoy alberga la biblioteca fue la Sede del Gran Consejo durante el reinado de la Casa de Anjou, para pasar después a ser Sala de Audiencias de la Gran Corte Criminal durante el período borbónico. Aquí fueron procesados también los patriotas que participaron en la revolución de 1848 contra el rey Fernando II. La biblioteca trasladada aquí desde un lugar cercano, fue inaugurada el 19 de julio de 1896 y contiene cerca de 80 000 volúmenes entre ellos rarísimas obras de los siglos XVI, XVII y XVIII que constituyen el llamado Fondo Antiguo.
En la parte posterior del Castillo surge la fuente de il Formiello. Construida en 1490 como abrevadero para los caballos, fue rehecha en 1583 por Michele de Guido, que añadió los escudos heráldicos del virrey Duque de Osuna. La fuente fue llamada así por estar alimentada de las aguas del acueducto de homónimo nombre.